# The New Boss Guitar of George Benson
| Recensione     | Giudizio |
| -------------- | -------- |
| AllMusic       |          |
| Piero Scaruffi |          |

The New Boss Guitar of George Benson è il primo album del chitarrista e cantante jazz statunitense George Benson (a nome George Benson with the Brother Jack McDuff Quartet), pubblicato dalla Prestige Records nell'ottobre del 1964.

## Tracce

### LP
(1964, Prestige Records, PR 7310/PRST 7310)
Lato A
Musiche di George Benson.
1. Shadow Dancers – 4:45 – Strumentale
2. The Sweet Alice Blues – 4:36 – Strumentale
3. I Don't Know – 6:45 – Strumentale

Durata totale: 16:06
Lato B
Musiche di George Benson, eccetto dove indicato.
1. Just Another Sunday – 2:58 – Strumentale
2. Will You Still Be Mine – 2:25 (testo: Tom Adair – musica: Matt Dennis) – Strumentale
3. Easy Living – 6:33 (testo: Leo Robin – musica: Ralph Rainger) – Strumentale
4. Rock-A-Bye – 3:55 – Strumentale

Durata totale: 15:51

### CD
(1990, Prestige Records, OJCCD-461-2)
Musiche di George Benson, eccetto dove indicato.
1. Shadow Dancers – 4:45
2. The Sweet Alice Blues – 4:36
3. I Don't Know – 6:45
4. Just Another Sunday – 2:58
5. Will You Still Be Mine – 4:25 (testo: Tom Adair – musica: Matt Dennis)
6. Easy Living – 6:33 (testo: Leo Robin – musica: Ralph Rainger)
7. Rock-A-Bye – 3:55
8. My Three Sons – 5:37 (musica: Jack McDuff, Joe Dukes) – Strumentale - Registrato il 14 maggio 1964

Durata totale: 39:34

## Formazione
- George Benson – chitarra

## Gruppo
- Jack McDuff – pianoforte, organo
- Red Holloway – sassofono tenore
- Ronnie Boykins – contrabbasso
- Montego Joe – batteria
- Joe Dukes – batteria (brano: My Three Sons)

### Produzione
- Lew Futterman – produzione